# آیرینیت

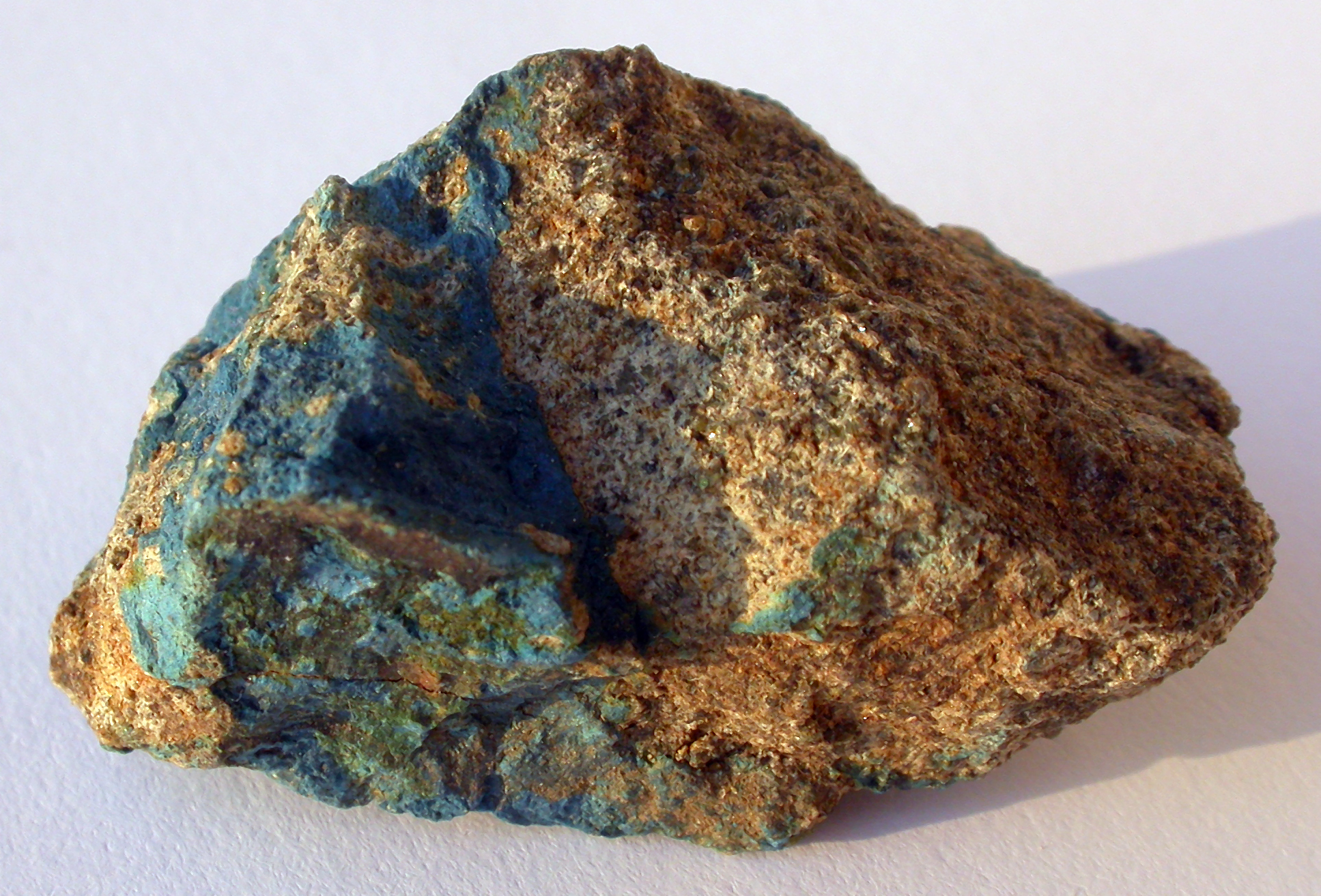
کانی آیرنیت

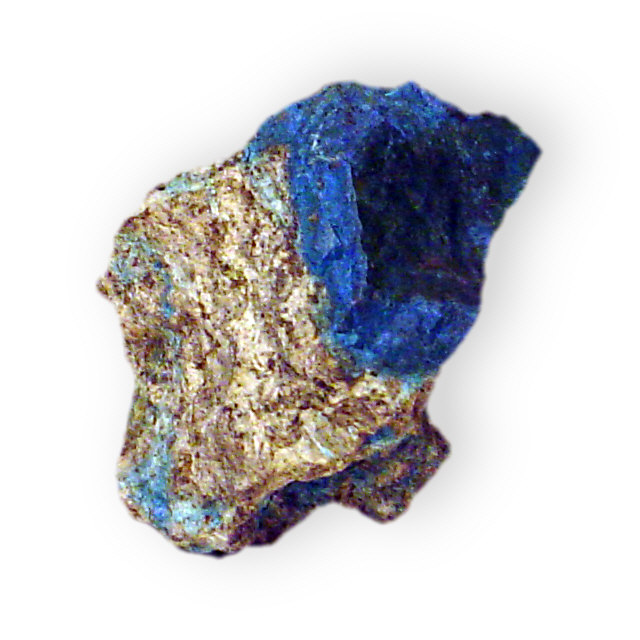
کانی آیرنیت

آرینیت یا آیرنیت (به انگلیسی: Aerinite) (فرمول شیمیایی: Ca4(Al,Fe,Mg)10Si12O35 (OH)12CO3·12H2O) به رنگ آبی مایل به بنفش است. در سیستم مونوکلینیک متبلور می‌شود و به‌صورت توده و پوشش فیبر دیده می‌شود. وزن مخصوص این کانی ۲/۴۸ است؛ همچنین  دارای سختی موهس ۳ است.
این کانی یک فاز هیدروترمال دمای پایین است که در تغییر رخساره‌های زئولیت سنگهای مافیک رخ می‌دهد. مواد معدنی وابسته شامل پرنیت ، اسکولیت و مزولیت است.
نام آن از ریشه یونانی "aerinos" به معنای "آسمان" گرفته شده‌است. 